# Boulevard de l'Ouest (Le Raincy)
Pour les articles homonymes, voir Boulevard de l'Ouest.
Le boulevard de l'Ouest est une voie de communication située au Raincy.

## Situation et accès

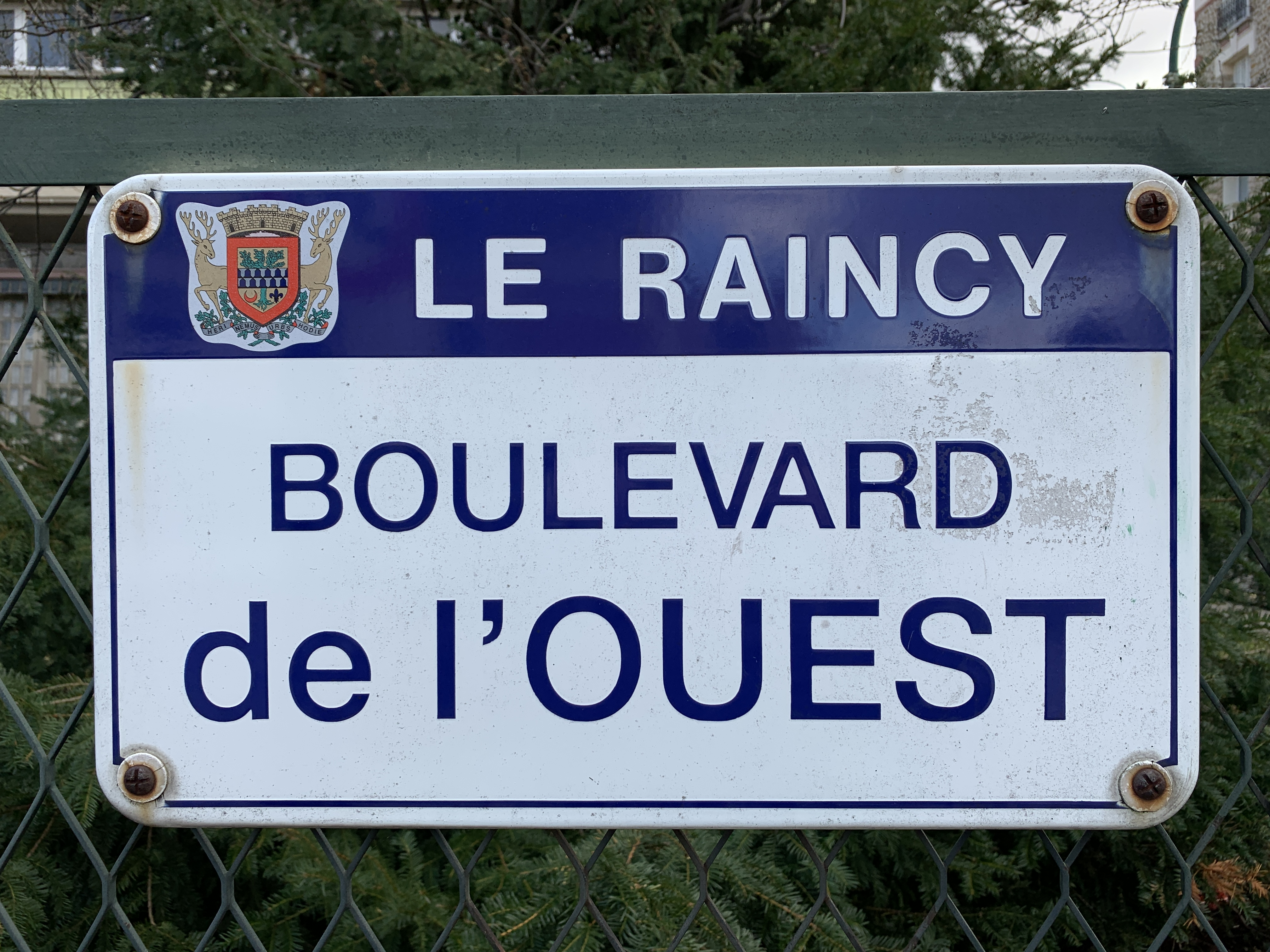
Plaque du boulevard de l'Ouest.

Avec le boulevard du Nord, le boulevard de l'Est et le boulevard du Midi, cette voie de communication forme un circuit qui marque approximativement les limites de la ville.
Elle croise notamment l'allée Gambetta qui, antérieure aux lotissements de la fin du XIXe siècle, s'appelait jadis allée de la Tour. Ce nom subsiste encore dans sa partie ouest.

## Origine du nom
Son nom est dû à son orientation par rapport aux trois autres boulevards qui encerclent Le Raincy.

## Historique
À la construction du château du Raincy, rien ne permettait de distinguer son parc de la forêt de Bondy qui l'enserrait. C'est vers 1652 que Jacques Bordier reçut la permission d'enclore ce parc. Ces quatre boulevards ont donc été édifiés sur l'ancien mur d'enceinte du château, mur percé de cinq portes : portes de Gagny, de Villemomble, de Bondy, de Chelles (rond-point de Montfermeil), et porte de Livry, la principale.
La bordure rouge qui entoure le blason du Raincy rappelle que cette ville était enclose par des murailles.

## Bâtiments remarquables et lieux de mémoire
- Le lycée Albert-Schweitzer bâti sur le lotissement de l'Orangerie tel qu'il apparaît sur les plans du lotissement du parc du château[6].
- Dans le parc du lycée Albert-Schweitzer, se trouve encore une pièce d'eau qui faisait partie du parc du château, complètement réaménagé vers 1787 par le jardinier écossais Thomas Blaikie[7].